# Estação Colégio Militar
A Estação Colégio Militar será uma das futuras estações do Metrô de Fortaleza, localizada na Avenida Santos Dumont entre as ruas Dona Leopoldina e Nogueira Acioli, no bairro Centro, em Fortaleza, capital do Estado do Ceará, na Região Nordeste do Brasil.
Quando concluída, integrará a Linha Leste, atualmente em construção, e será administrada pela Companhia Cearense de Transportes Metropolitanos (Metrofor).
A estação atenderá todo o entorno da Praça da Bandeira e do Colégio Militar de Fortaleza, sendo este último o ponto de referência que da nome a estação.

## Histórico

### Início das obras e paralisação
O contrato para as obras civis da nova linha do Metrô de Fortaleza, a Linha Leste, foi assinado no dia 11 de outubro de 2013, pelo então Governador do Estado do Ceará, Cid Gomes. No ato, o então governador informou que o Governo aguardava a liberação da licença de instalação para assinar a ordem de serviço da obra. Essa nova assinatura, da ordem de serviço para a construção da nova linha metroviária, ocorreu no dia 22 de novembro de 2013, assinada pela então Presidente da República do Brasil, Dilma Rousseff, ao lado de outras autoridades.
Ao final do mês de janeiro de 2014 as obras da Linha Leste enfim tiveram início, com a implantação da estrutura de contenção para instalação das tuneladoras, no canteiro ao lado da Estação Central. Após a estrutura de contenção, foi iniciada a escavação de uma vala a céu aberto, objetivando dar sustentação para a instalação da tuneladora. Nos meses seguintes daquele ano de 2014 foram instalados novos canteiros de obras em outras regiões da cidade, a exemplo do canteiro implantado no cruzamento das avenidas Washington Soares e Dr. Valmir Pontes, em julho, para a construção da Estação Edson Queiroz.
No mês seguinte, no dia 15 de agosto de 2014, enfim teve início a construção da estação Colégio Militar, com a interdição de um trecho da Avenida Santos Dumont, entre as ruas Dona Leopoldina e Nogueira Acioli.
A construção chegou ao início do ano seguinte, 2015, completamente parada, por conta de uma reformulação societária no consórcio que executa as obras. A reformulação foi necessária após a Centenco, empresa paulista integrante do consórcio original, desistir de continuar tocando o empreendimento, alegando atrasos nos pagamentos por parte do Governo do Estado. Um novo consórcio foi formado pela empresa espanhola Acciona e a Construtora Marquise, denominado Consórcio Metrô Linha Leste Fortaleza, sendo referendado pelo Tribunal de Contas da União (TCU) em agosto de 2016. Desse modo, com as obras paralisadas, a Linha Leste chegou ao ano de 2016 com apenas 1% de evolução.
Após o novo consórcio ter sido referendado pelo TCU, a Secretaria de Infraestrutura do Ceará (Seinfra) e o Governo do Estado trabalharam para garantir, junto ao Governo Federal, liberação dos recursos prometidos para retomar o serviço. O Estado do Ceará possuía a autorização de R$ 1 bilhão de financiamento para o metrô junto ao Banco Nacional do Desenvolvimento Econômico e Social (BNDES). Além deste valor havia mais R$ 1 bilhão, parte do Orçamento Geral da União (OGU). O BNDES condicionou a liberação de sua parte na obra se o Governo Federal liberasse os recursos do OGU. Como a União não liberava sua parte o Estado ficou sem acesso aos recursos, mantendo a obra paralisada.
Em março de 2018, sem data para retorno das atividades, os canteiros de obras das estações Colégio Militar e Edson Queiroz foram desfeitos. Localizados, respectivamente, na Praça da Bandeira, conhecida como Praça do Cristo Rei, e na Avenida Washington Soares, em frente ao Fórum Clóvis Beviláqua, os canteiros foram desinstalados e os locais devolvidos à cidade.

### Retomada
Nos primeiros meses de 2018, em uma nova tentativa de retomar a construção, o Governo do Estado resolveu relicitar a Linha Leste, reincidindo o contrato anterior. O Consórcio FTS, formado pelas empresas Construtora Ferreira Guedes S/A e Sacyr Construcción S/A, foi o vencedor da licitação para realização das obras civis e implantação de sistemas. O consórcio foi o único a apresentar uma proposta. O resultado da licitação levou a uma onda de ações judiciais movidas pelas empresas Acciona e Marquise, sob alegações de irregularidades no processo licitatório. Entre as irregularidades mencionadas, está o fato de a tramitação da licitação ter recebido as documentações e a proposta de apenas um licitante, devido as cláusulas restritivas. A situação levou o Tribunal de Contas da União (TCU), em agosto de 2018, a suspender o processo para a retomada das obras da Linha Leste, cujo novo contrato ainda não havia sido assinado, levando o Governo do Estado a recorrer da decisão.
Após uma batalha judicial, as obras foram liberadas pelo TCU, levando o Estado a assinar a ordem de serviço para o retomada das obras da Linha Leste, no dia 7 de novembro de 2018, em evento público com a participação de diversas autoridades. Na época, o prazo para a conclusão das obras foi fixada em quatro anos. Entretanto, as obras da estação Colégio Militar só foram de fato retomadas em 9 de junho de 2019, com nova interdição do trecho da Avenida Santos Dumont. A promessa era que a área interditada fosse liberada em 12 meses, prazo mais uma vez não cumprindo.
No dia 12 de maio de 2025, a TBM (Tunnel Broken Machine) 02, conhecida popularmente como "tatuzão", chegou a estação Colégio Militar após percorrer 1.734 metros a partir da Estação Chico da Silva. Foram implantados nesse trecho 1.156 anéis de concreto, constituindo a parede do túnel que possui seis metros de diâmetro. Dessa forma, Colégio Militar foi a primeira estação de metrô brasileira a receber um tatuzão além das cidade de São Paulo e Rio de Janeiro. Após passar por uma manutenção de aproximadamente três meses, a tuneladora voltará a escavar rumo a Estação Nunes Valente.

## Características
Será implantada no eixo da Avenida Santos Dumont entre as ruas Dona Leopoldina e Nogueira Acioli. Nomeada de acordo com um ponto de referência próximo que é o Colégio Militar, a estação ira beneficiar os estudantes da região, que possui grande diversidade de centros de ensino, facilitando o acesso.